# 나베시마 모토시게
나베시마 모토시게(일본어: 鍋島 元茂)는 에도 시대 전기의 다이묘이다. 히젠 오기번 초대 번주를 지냈다.
| 전임 (나베시마 가쓰시게) | 제1대 오기번 번주 (나베시마가) 1642년 ~ 1654년 | 후임 나베시마 나오요시 |